# Юсуф (емір Криту)
Юсуф I ібн Умар (араб. يوسف بن عمر بن شعيب; д/н — бл. 915) — 5-й володар Критського емірату в 910—915 роках.

## Життєпис
Син еміра Умара II. Спадкував трон 910 року після свого стрийка Мухаммада I. Вже 911 року потужний візантійський флот на чолі з Гімерієм взяв в облогу столицю емірата — Хандак. Протягом 6 місяців візантійці намагалися здолати арабів. В цей час прийшла звістка про тяжку хворобу імператора Лева VI. Гімерій поспішив до Константинополя, але біля о. Хіос у квітні 912 року зазнав нищівної поразки від флотилій Лева Триполітанського і Даміана Тарсійського.
У 913/914 роках листувався з константинопольським патріархом Миколаєм Містиком. Ймовірно на той час відносини з Візантією нормалізувалися. Помер 915 року. Йому спадкував син Алі I.